# معبد كاشي فيشواناث
يعد معبد كاشي فيشواناث أحد أشهر المعابد الهندوسية المخصصة للإله شيفا. و يقع في منطقة فيشواناث غالي في مدينة فاراناسي، بولاية أوتار براديش في الهند. يقع المعبد على الضفة الغربية لنهر الغانج المقدس، وهو واحد من اثني عشر جيوتيرلينجا (<i>جيوتيرلينجاس</i>) وهي أقدس معابد الإله شيفا. يُعرف الإله الرئيسي، شيفا، بأسماء شيري فيشواناث أو ڤيشويشوارا التي تعني حرفياً «رب الكون». كان يطلق على فاراناسي اسم كاشي (أي ساطع) في العصور القديمة، ولكن بعد ذلك بات يعرف المعبد شعبياً بمعبد كاشي فيشواناث. وكلمة ڤيشويشوارا من جزئين الأول: ڤيشا، بمعنى الكون؛ وايشوارا، بمعنى ذو السيادة.
أُشير للمعبد لفترة طويلة جدًا في الكتب المقدسة الهندوسية كجزء أساسي من العبادة في فلسفة شيفا. وقد تم هدمه من قبل العديد من الحكام المسلمين عدة مرات، وآخرها أورنجزيب الإمبراطور المغولي السادس الذي بنى مسجد جيانفابي في موقعه. أما الهيكل الحالي فقد تم بناؤه على موقع مجاور من قبل حاكمة المراثا، أهلياباي هولكار من إندورعام 1780.
منذ عام 1983، بدأت حكومة ولاية أوتار براديش بإدارة المعبد. خلال المناسبة الدينية لشيفراتري، كاشي ناريش (أي ملك كاشي) يكون هو رئيس الكهنة.